# Госхон
Госхон (дари گاز خان), также известен как Газ-Хан — кишлак на северо-востоке Афганистана, в вилаяте (провинции) Бадахшан. Входит в состав района Вахан.

## Географическое положение
Госхон расположен на северо-востоке Бадахшана, в высокогорной местности, на правом берегу реки Вахандарьи, вблизи места слияния её с рекой Памир, на расстоянии приблизительно 185 километров к востоку от города Файзабада, административного центра вилаята. Абсолютная высота — 2814 метров над уровнем моря. Ближайшие населённые пункты — кишлак Карабар (выше по течению Вахандарьи), кишлак Ишон (ниже по течению Пянджа).

## Население
На 2003 год население составляло 232 человек (123 мужчины и 109 женщин). Дети в возрасте до 15 лет составляли 47 % от общего количества жителей кишлака. В национальном составе преобладают ваханцы.